# Horacio Barrionuevo
Pour les articles homonymes, voir Barrionuevo.
Horacio Barrionuevo, né le 6 juin 1939, est un ancien footballeur argentin.

## Biographie
Né à Junín, une ville argentine, Barrionuevo est formé dans le club de sa ville natale. Il passe toute sa carrière dans son pays sauf lors de la saison 1966-1967 qu’il joue en Europe avec l’OGC Nice où il participe à une coupe d’Europe, la Coupe des villes de foires où il y inscrit un but.
L’Argentin a un profil plutôt versatile, bien qu’ayant évolué au poste de défenseur dans ses débuts amateurs, Barrionuevo progresse en tant qu’attaquant et milieu de terrain durant la majorité de sa carrière.  